# Pogoń Ruska
Pogoń Ruska (Pogonia Ruska, Pogonia II) – polski herb książęcy, pochodzenia ruskiego.

## Opis herbu

### Opis historyczny
Juliusz Ostrowski blazonuje herb następująco:

W polu błękitnem — rycerz zbrojny na siwym koniu z włócznią w rękach i z tarczą białą o czerwonym krzyżu na lewem ramieniu, przebija smoka na ziemi leżącego. Nad hełmem korona książęca. Labry błękitne podbite srebrem.

### Opis współczesny
Opis skonstruowany współcześnie brzmi następująco:
Na tarczy o polu błękitnym święty Jerzy w zbroi srebrnej, z krzyżem czerwonym na tarczy, na koniu srebrnym, wspiętym, przyszywający takąż włócznią smoka zielonego
Całość otacza płaszcz heraldyczny, podbity gronostajem.
Płaszcz zwieńcza mitra książęca.

## Geneza
Herb ma przysługiwać książętom pochodzącym od legendarnego księcia Ruryka.

### Legenda
Jędrzej Suski w dziele Włoch albo rozmowa Włocha z Polakiem, wydanym w 1606 roku, przedstawia rodowód herbu Pogoń Ruska następująco:

Koło roku 300 od narodzenia Chrystusa, za panowania greckiego księcia Teodora, pokazał się w ojczyźnie jego, w prowincji Achaji, smok dziwnie wielki, nie tylko bydłu, ale i ludziom szkodzący. Teodor książę, za osobliwszą pomocą Boską, natarł na niego koniem, przebił kopią i głowę uciął: od tego czasu potomkowie tego zbrojnego męża osobę na koniu dzidą smoka przebijającego, za herb sobie wzięli.

Według Suskiego, Rzymianie, potomkowie owego Teodora, założyli Kijów. Jako książęta kijowscy używali tego właśnie herbu i to od nich wywodzi się wiele rodów książęcych znanych z historii Polski.
Według innej wersji herbowej legendy to legendarny książę Ruryk, wódz wikingów, miał dać początek książęcym rodom ruskim, od niego pochodzili chociażby carowie moskiewscy.

## Herbowni
Lista herbownych w artykule sporządzona została na podstawie wiarygodnych źródeł, zwłaszcza klasycznych i współczesnych herbarzy. Należy jednak zwrócić uwagę na częste zjawisko przypisywania rodom szlacheckim niewłaściwych herbów, szczególnie nasilone w czasie legitymacji szlachectwa przed zaborczymi heroldiami, co zostało następnie utrwalone w wydawanych kolejno herbarzach. Identyczność nazwiska nie musi oznaczać przynależności do danego rodu herbowego. Przynależność taką mogą bezspornie ustalić wyłącznie badania genealogiczne.

Pełna lista herbownych nie jest dziś możliwa do odtworzenia, także ze względu na zniszczenie i zaginięcie wielu akt i dokumentów w czasie II wojny światowej (m.in. w czasie powstania warszawskiego w 1944 spłonęło ponad 90% zasobu Archiwum Głównego w Warszawie, gdzie przechowywana była większość dokumentów staropolskich). Lista nazwisk znajdująca się w artykule pochodzi z Herbarza polskiego, Tadeusza Gajla (7 nazwisk). Występowanie na liście nazwiska nie musi oznaczać, że konkretna rodzina pieczętowała się herbem Pogoń Ruska. Często te same nazwiska są własnością wielu rodzin reprezentujących wszystkie stany dawnej Rzeczypospolitej, tj. chłopów, mieszczan, szlachtę. Jest to dotychczas najpełniejsza lista herbownych, uzupełniana ciągle przez autora przy kolejnych wydaniach Herbarza. Tadeusz Gajl wymienia następujące nazwiska uprawnionych do używania herbu Pogoń Ruska:

Czetwertyński, Możajski, Sokolski, Szujski, Szuyski, Żyliński.

Według Kaspra Niesieckiego Pogoń Ruska była także pierwotnym herbem kniaziów Ostrogskich. Juliusz Karol Ostrowski podaje, że herbem tym pieczętowali się także Prońscy. Czetwertyńscy, których podaje Tadeusz Gajl pieczętowali się natomiast herbem własnym już za czasów Kaspra Niesieckiego (1682–1744).

## Galeria

Herb Moskwy
Herb Brzegu Dolnego
Herb Milicza
Herb Kamieńca Podolskiego (1374–1796)
Herb Ostródy
Herb Mariampola
Herb Trzciela
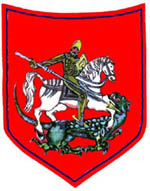
Herb gminy Wąwolnica

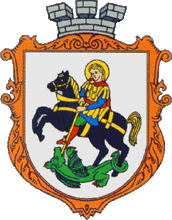
Herb Białego Kamienia
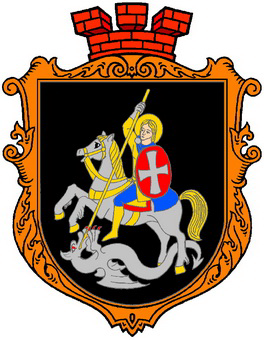
Herb Tajkur
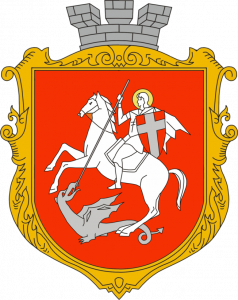
Herb Włodzimierza
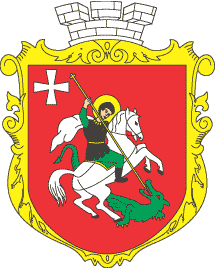
Herb Lubomla
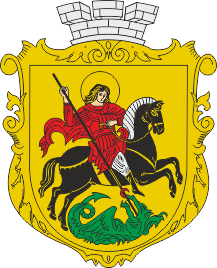
Herb Nieżyna
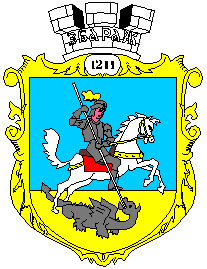
Herb Zbaraża
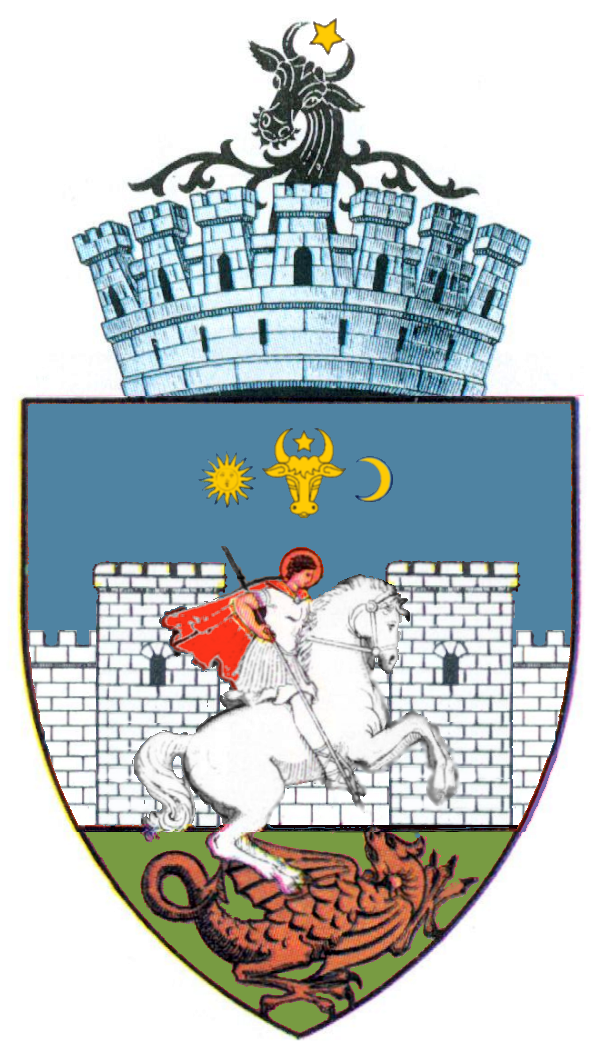
Herb Suczawy